# Rasa de Sant Genís
La Rasa de Sant Genís és un torrent afluent per l'esquerra de la Riera de Salo, al Bages.

## Municipis per on passa
Des del seu naixement, la Rasa de Sant Genís passa successivament pels següents termes municipals.
|                                                 | Longitud (en m.) | % del recorregut |
| ----------------------------------------------- | ---------------- | ---------------- |
| Per l'interior del municipi de Cardona          | 74               | 1,13%            |
| Fent frontera entre Pinós i Sant Mateu de Bages | 2.974            | 98,87%           |

## Xarxa hidrogràfica
La xarxa hidrogràfica de la Rasa de Sant Genís està constituïda per 13 cursos fluvials que sumen una longitud total de 9.662 m.

### Distribució municipal
El conjunt de la xarxa hidrogràfica de la Riasa de Sant Genís transcorre pels següents termes municipals: